# Steve Corica
Steve Corica (Innisfail, 1973. március 24. –) ausztrál válogatott labdarúgó.
Az ausztrál válogatott tagjaként részt vett a 2001-es konföderációs kupán.

## Statisztika
| Ausztrál válogatott | Ausztrál válogatott | Ausztrál válogatott |
| Időszak             | Mérk.               | gól                 |
| ------------------- | ------------------- | ------------------- |
| 1993                | 4                   | 0                   |
| 1994                | 0                   | 0                   |
| 1995                | 6                   | 1                   |
| 1996                | 2                   | 0                   |
| 1997                | 1                   | 0                   |
| 1998                | 0                   | 0                   |
| 1999                | 0                   | 0                   |
| 2000                | 8                   | 2                   |
| 2001                | 10                  | 2                   |
| 2002                | 0                   | 0                   |
| 2003                | 0                   | 0                   |
| 2004                | 0                   | 0                   |
| 2005                | 0                   | 0                   |
| 2006                | 1                   | 0                   |
| Összesen            | 32                  | 5                   |